# 海峡艦隊
海峡艦隊（かいきょうかんたい、英: Channel Fleet）とは、かつてイギリス海峡を防衛するために設置されていたイギリス海軍の艦隊。

## 概要
16世紀以降、スペインの無敵艦隊の進攻や1668年のウィレム3世によるイングランド進攻に際し、イギリス海峡はさまざまなイギリス海軍の艦隊によって防備されていた。
海峡艦隊が常設の部隊となったのは18世紀のことで、その目的はル・アーヴルやブレストといったビスケー湾沿いの基地に配備されたフランス艦隊から、イギリスを防衛することだった。基地はトーベイ、ファルマス、プリマスにおかれていた。長期にわたったナポレオン戦争の際には、多くの艦艇が、特別に作られた補給艦から、樽詰めの清水や食料の補給を受けながら数カ月連続して海上にあった。
19世紀に、フランスが蒸気機関を装備した軍艦のため、シェルブールを軍港として整備すると、イギリス海軍はポートランドハーバーに軍港を建設してこれに対抗した。
1900年頃から、英仏関係が改善したこと、そしてドイツの軍拡が進んだことにより、ヨーロッパにおける海軍の角逐の舞台は北海に移り、海峡艦隊はその価値を減じた。1909年に海峡艦隊は大西洋艦隊に改編され、それまでの本国艦隊が海峡艦隊に改編されている。1914年の第一次世界大戦の開始とともに、グランドフリートに統合改編された。
NATO創設時にドーバー海峡水域に接するイギリス、フランス、ベルギー、オランダの4ヶ国から機雷戦艦艇を主にした編成の海峡地区連合軍 (ACCHAN) が作られた（フランスはのちに脱退）。

## 主要な提督
- ジョージ・アンソン (1746–1747, 1757–1758)
- エドワード・ホーク (1747–1748, 1759–1763)
- ジョン・ビング (1755–1756)
- チャールズ・ソーンダース (1758–1759)
- オーガスタス・ケッペル (1778–1779)
- リチャード・ハウ (1782–1783, 1790, 1793–1794)
- エドワード・ペリュー (1794–1795)
- アレグザンダー・フッド (1795–1800)
- ジョン・ジャーヴィス (1800–1803, 1806–1807)
- ウィリアム・コーンウォリス (1803–1806)
- アラン・ガードナー (1807–1808)
- ジョージ・エルフィンストーン (1812–1814)
- エドワード・コドリントン (1831–1832)
- チャールズ・ネイピア (1847–1849)
- ジェフリー・ホーンビー (1871–1874)
- ビーチャム・シーモア (1874–1877)
- アーサー・フッド (1880–1882)
- エディンバラ公アルフレッド (1883–1884)
- チャールズ・ベレスフォード卿 (1903–1904, 1907–1909)

## 文学作品における海峡艦隊
海峡艦隊はイギリス海軍をテーマにしたいくつかの歴史小説で、その主要な題材となっている。特にセシル・スコット・フォレスターの小説、ホーンブロワーシリーズの一作『砲艦ホットスパー』では、シリーズの主人公であるホレイショ・ホーンブロワーが、当時の海峡艦隊司令長官のウィリアム・コーンウォリスのお気に入りの部下として活躍する。またパトリック・オブライアンのオーブリー&マチュリンシリーズのうちのいくつかの作品でも海峡艦隊が題材となっている。
ハーマン・メルヴィルの『ビリー・バッド』は1797年のスピットヘッドとノアの反乱直後の海峡艦隊の艦艇を舞台にしたものである。